# بير كروغ

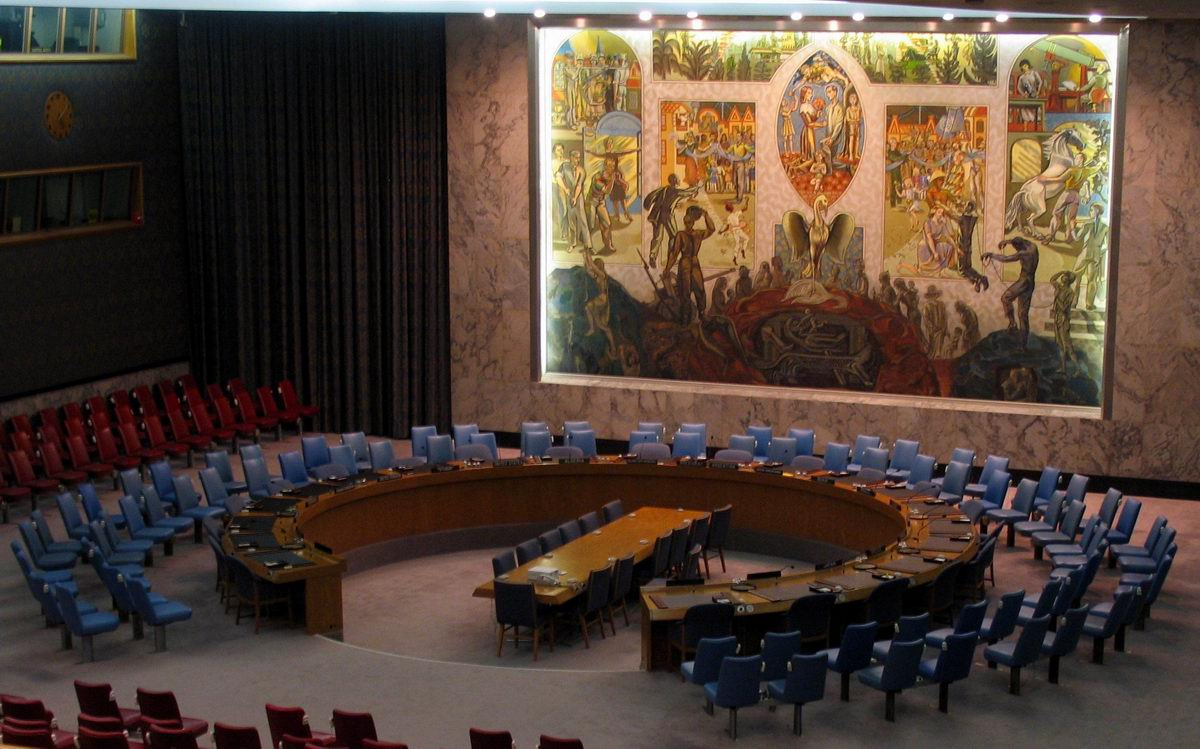
[جدارية في قاعة مجلس الأمن بالأمم المتحدة من عمل الفنان بير كروغ

## السيرة الذاتية
فنان تشكيلي نرويجي ولد في Åsgårdstrand، في مقاطعة فيستفولد النرويج. وهو نجل الرسامين كريستيان كروغ وأودا كروغ. عاشت الأسرة في باريس أظهر موهبة فنية مبكرة كبيرة، حيث كان أول طالب والده في الفترة من 1903 وحتى 1907، لدى الفنان هنري ماتيس. 1909-1910 وكان في السنوات الأولى يعمل مصوراً لصحيفة التانغو ويدرس في باريس.
في العمل كان كروغ كفنان له مساهمات امتدت أكثر من حقل واسع من رسومات الورق، والرسوم التوضيحية والملصقات لوضع التصميم، والنحت واللوحات الأثرية. في سنة 1934 كان مدرسا في الكلية الوطنية للفنون والتصميم، ثم أستاذا في أكاديمية الفنون الوطنية، 1946-1958، 1955-1958 مديرا له. من بين أمور أخرى أيضا شملت طلابه الفنانين Frithjof Tidemand - يوهانسن وTulla بلومبرغ Ranslet.
اشتهر كروغ في إنشاء جداريات لمجلس الأمن التابع للأمم المتحدة في غرفة سميت لاحقا الغرفة النرويجية، وتقع في مبنى الأمم المتحدة في مدينة نيويورك. كما له العديد من الرسومات على المباني العامة الأخرى مع رسومات جدارية كبيرة، بما في ذلك مباني الفيزيا والكيمياء في جامعة أوسلو وقاعة بلدية مدينة أوسلو. ويمثله في المتحف الوطني للفنون وSkagens متحف.<ref>لكل Lasson Krohg / utdypning (المتجر نورسك leksikon0 </المرجع>
في عام 1950 حصل على ميدالية الاستحقاق من جلالة الملك النرويجي مصنوعة من الذهب، وفي عام 1955، تم تعيينه قائدا لل[الأمر الملكي [النرويجي أولاف سانت]]. من عام 1936 كان عضوا في الأكاديمية الملكية للفنون الجميلة (Kungliga Akademien دي لفريا konsterna) في ستوكهولم وفي عام 1948 كان منحت الأمير يوجين ميدالية (برينز يوجين، medaljen).

## حياته الشخصية
```
تزوج مرتين. في عام 1915 تزوج من ماري سيسيل الفنان النسيج ("لوسي") Vidil (1891-1977). وانفصل عنها في عام 1934. ثم تزوج في عام 1934 إلى Ragnhild هيلين أندرسن (1908-1972). وهي والدة الفنان النرويجي، 
غي Krohg
 (1917-2002).
```

## روابط خارجية
- بير كروغ على موقع الموسوعة البريطانية (الإنجليزية)
- بير كروغ على موقع ديسكوغز (الإنجليزية)